# Junior Agogo
Junior Agogo, właśc. Manuel Agogo (ur. 1 sierpnia 1979 w Akrze, zm. 22 sierpnia 2019 w Londynie) – ghański piłkarz grający na pozycji napastnika.

## Kariera klubowa
Agogo urodził się w Ghanie, ale w młodym wieku wyemigrował do Wielkiej Brytanii. Karierę piłkarską rozpoczął w Sheffield Wednesday. W jego barwach zaliczył dwa spotkania w rozgrywkach Premier League w przeciągu dwóch lat. W 1999 roku wypożyczono go do grającego w Third Division, Chester City. Tam rozegrał 10 spotkań i zdobył 6 bramek, ale do końca sezonu 1999/2000 jeszcze trzykrotnie zmieniał klub. Występował w grających w Second Division, Chesterfield FC oraz Oldham Athletic, a także w Lincoln City (Third Division).
W 2000 roku Agogo opuścił Anglię i wyjechał do Stanów Zjednoczonych. W Major League Soccer zadebiutował w barwach Chicago Fire, ale po rozegraniu jednego spotkania przeszedł do Colorado Rapids. Tam do końca sezonu był czołową postacią drużyny. Zdobył 10 goli i był najlepszym strzelcem drużyny. W połowie roku 2001 Ghańczyk opuścił Colorado i przeszedł do San Jose Earthquakes, dla którego strzelił 5 bramek.
W styczniu 2002 Agogo wrócił na Wyspy. Został zawodnikiem Queens Park Rangers i wystąpił w dwóch spotkaniach First Division. Latem trafił do Barnet F.C. W jego barwach w Conference strzelił 20 goli w 40 rozegranych spotkaniach, a po sezonie trafił o klasę wyżej, do drużyny Bristol Rovers. Opuścił 9 meczów z powodu kontuzji, ale zdołał strzelić 7 goli w lidze. W sezonie 2004/2005 jego dorobek bramkowy wyniósł 19 trafień, a w 2005/2006 – 16.
30 sierpnia 2006 Junior po rozegraniu trzech spotkań dla Bristolu podpisał kontrakt z Nottingham Forest. W League One zadebiutował 3 września w wygranym 4:0 domowym meczu z Chesterfield wchodząc na boisko jako rezerwowy. Natomiast 30 września zdobył swojego pierwszego gola dla Forest w wygranym 3:1 spotkaniu ze Swansea City. Na koniec sezonu 2006/2007 wystąpił z Nottingham w play-off o awans do Championship, jednak zespół przegrał w 1/4 finału z Yeovil Town. W 2008 roku odszedł do egipskiego Zamaleku. Następnie występował w Apollonie Limassol oraz Hibernianie. W 2011 roku zakończył karierę.
| Sezon   | Klub                 | Kraj              | Rozgrywki                   | Mecze | Bramki |
| ------- | -------------------- | ----------------- | --------------------------- | ----- | ------ |
| 1997/98 | Sheffield Wednesday  | Anglia            | Premier League              | 1     | 0      |
| 1998/99 | Sheffield Wednesday  | Anglia            | Premier League              | 1     | 0      |
| 1999/00 | Chester City         | Anglia            | Third Division              | 10    | 6      |
| 1999/00 | Chesterfield FC      | Anglia            | Second Division             | 4     | 0      |
| 1999/00 | Oldham Athletic      | Anglia            | Second Division             | 2     | 0      |
| 1999/00 | Lincoln City         | Anglia            | Third Division              | 3     | 1      |
| 2000    | Chicago Fire         | Stany Zjednoczone | Major League Soccer         | 1     | 0      |
| 2000    | Colorado Rapids      | Stany Zjednoczone | Major League Soccer         | 22    | 10     |
| 2001    | Colorado Rapids      | Stany Zjednoczone | Major League Soccer         | 10    | 1      |
| 2001    | San Jose Earthquakes | Stany Zjednoczone | Major League Soccer         | 14    | 5      |
| 2001/02 | Queens Park Rangers  | Anglia            | First Division              | 2     | 0      |
| 2002/03 | Barnet F.C.          | Anglia            | Conference                  | 40    | 20     |
| 2003/04 | Bristol Rovers       | Anglia            | League Two                  | 38    | 7      |
| 2004/05 | Bristol Rovers       | Anglia            | League Two                  | 43    | 19     |
| 2005/06 | Bristol Rovers       | Anglia            | League Two                  | 42    | 16     |
| 2006/07 | Bristol Rovers       | Anglia            | League Two                  | 3     | 0      |
| 2006/07 | Nottingham Forest    | Anglia            | League One                  | 29    | 7      |
| 2007/08 | Nottingham Forest    | Anglia            | League One                  | 35    | 13     |
| 2008/09 | Zamalek SC           | Egipt             | Ad-Dauri al-Misri al-Mumtaz | 15    | 4      |
| 2009/10 | Apollon Limassol     | Cypr              | Protathlima A’ Kategorias   | 24    | 6      |
| 2011/12 | Hibernian            | Szkocja           | Scottish Premier League     | 12    | 1      |

## Kariera reprezentacyjna
W maju 2006 roku Agogo został powołany do reprezentacji Ghany na towarzyskie spotkanie z francuskim klubem OGC Nice. Nie został jednak powołany do kadry na Mistrzostwa Świata w Niemczech. Swój pierwszy oficjalny mecz w kadrze narodowej zaliczył 24 października tego samego roku, a Ghana pokonała w nim Japonię 1:0. 14 listopada Junior strzelił pierwszego gola w reprezentacyjnej karierze, w zremisowanym 1:1 meczu z Australią.
W 2008 roku Agogo znalazł się w kadrze powołanej przez Claude’a Le Roya na Puchar Narodów Afryki 2008. Na tym turnieju stworzył atak z Asamoahem Gyanem. W spotkaniu grupowym z Namibią zdobył jedynego gola meczu. Natomiast w ćwierćfinale z Nigerią zapewnił swojej drużynie awans, ustalając wynik meczu na 2:1 dla „Czarnych Gwiazd”. Swojego trzeciego gola na tym turnieju zdobył w potyczce o 3. miejsce z Wybrzeżem Kości Słoniowej (4:2).